# Смешанная парная сборная Болгарии по кёрлингу
Смешанная парная сборная Болгарии по кёрлингу — смешанная национальная сборная команда (составленная из одного мужчины и одной женщины), представляет Болгарию на международных соревнованиях по кёрлингу. Управляющей организацией выступает Ассоциация кёрлинга Болгарии (болг. Българската aсоциация на кърлинг, англ. Bulgarian Curling Association).

## Результаты выступлений

### Чемпионаты мира
| Год       | Игры           | Победы         | Поражения      | Место          | Состав                             |
| --------- | -------------- | -------------- | -------------- | -------------- | ---------------------------------- |
| 2008      | не участвовали | не участвовали | не участвовали | не участвовали | не участвовали                     |
| 2009      | 8              | 0              | 8              | 26             | Lubomir Velinov, Borislava Petrova |
| 2010—2015 | не участвовали | не участвовали | не участвовали | не участвовали | не участвовали                     |
| 2016      | 8              | 4              | 4              | 17             | Reto Seiler, Marina Yaneva         |
| 2017      | 7              | 2              | 5              | 34             | Reto Seiler, Marina Yaneva         |

(данные отсюда:)